# Cirrhitidae
Los peces halcones (familia Cirrhitidae) es una familia de peces marinos incluida en el orden Perciformes. Se distrinuyen por aguas tropicales del océano Atlántico, Índico y Pacífico.
Tienen una aleta dorsal continua con 10 espinas y 11 a 17 radios blandos, con una membrana interespinas con cirros, una aleta anal con unos 5 a 7 radios blandos. La longitud máxima descrita es de 55 cm, aunque las especies de esta familia suelen ser pequeñas y muy coloreadas.
Habitan entre las rocas y los corales, alimentándose de pequeños peces y crustáceos. Son hermafroditas protoginos, con muy poca cantidad de machos dominantes, teniendo lugar el desove en aguas abiertas cerca de la superficie.
Se adaptan muy bien a las condiciones de vida del acuario.

## Géneros
Existen 12 géneros:
- Amblycirrhitus (Gill, 1862)
- Cirrhitichthys (Bleeker, 1857 )
- Cirrhitops (Smith, 1951)
- Cirrhitus (Lacepède, 1803)
- Cristacirrhitus  (Randall, 2001)
- Cyprinocirrhites (Tanaka, 1917 )
- Isocirrhitus  (Randall, 1963)
- Itycirrhitus (Randall, 2001)
- Neocirrhites (Castelnau, 1873)
- Notocirrhitus (Randall, 2001)
- Oxycirrhites (Bleeker, 1857)
- Paracirrhites (Bleeker, 1874)

## Imágenes

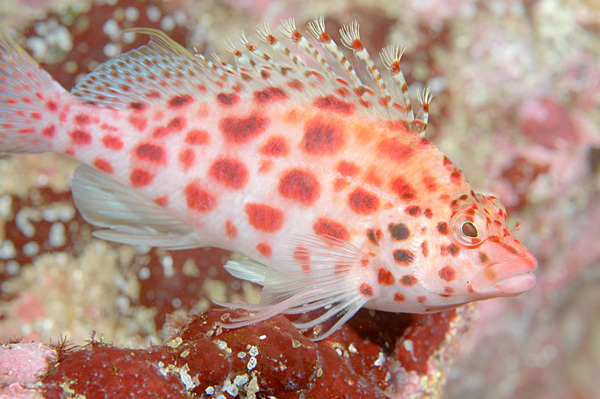
Cirrhitichthys oxycephalus
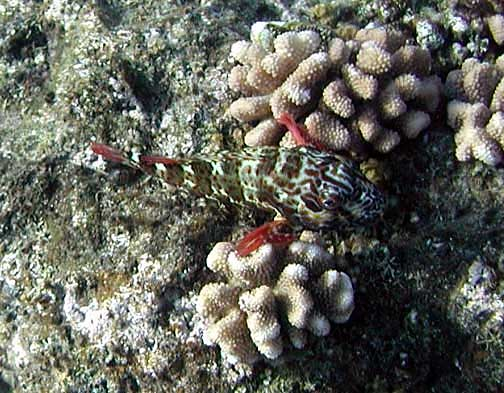
Cirrhitichthys pinnulatus
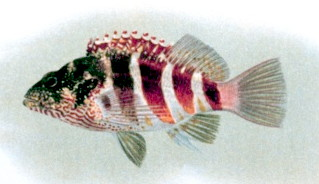
Cirrhitops fasciatus
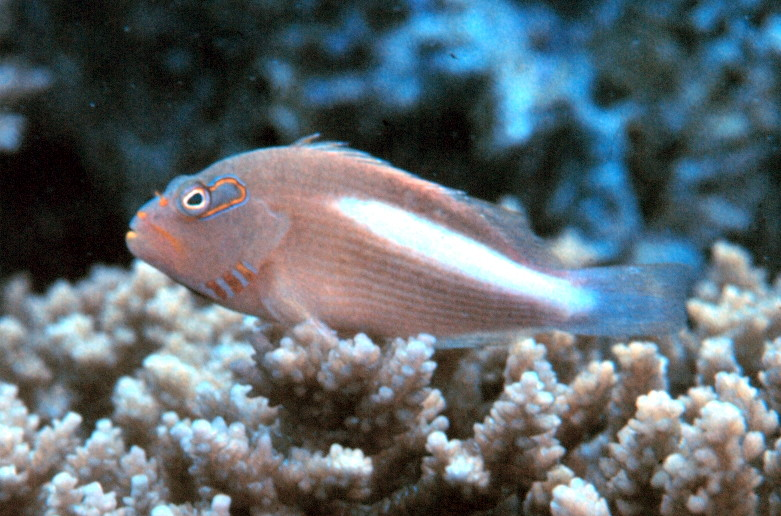
Paracirrhites arcuatus
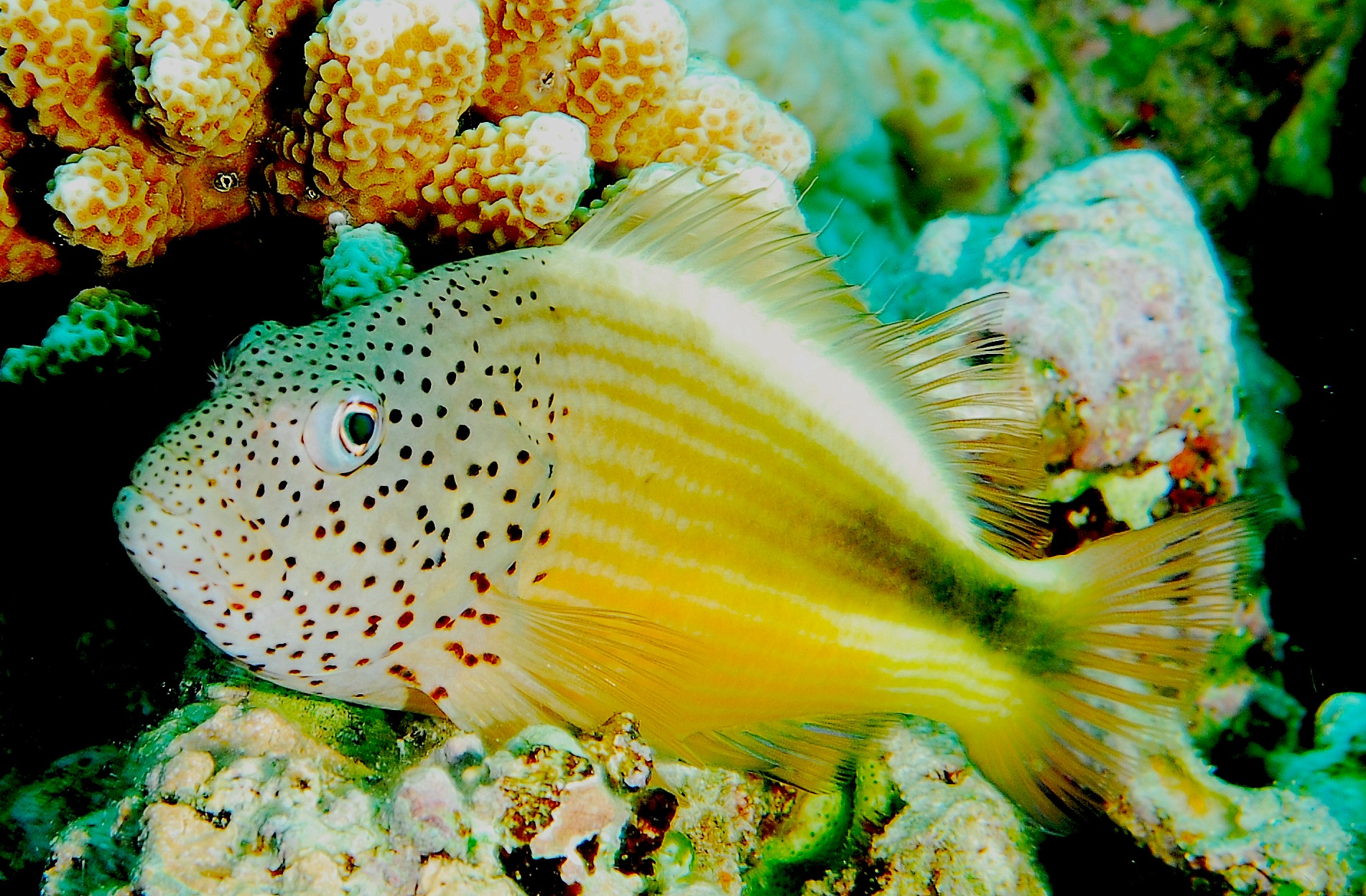
Paracirrhites forsteri
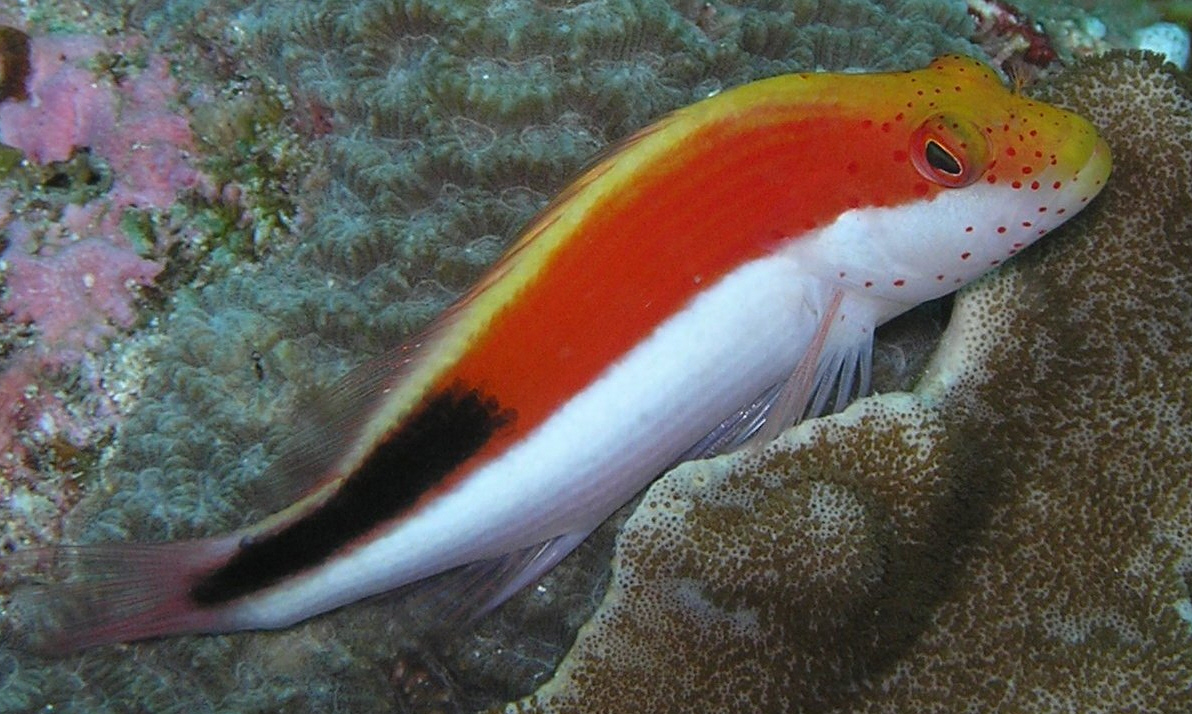
Paracirrhites forsteri
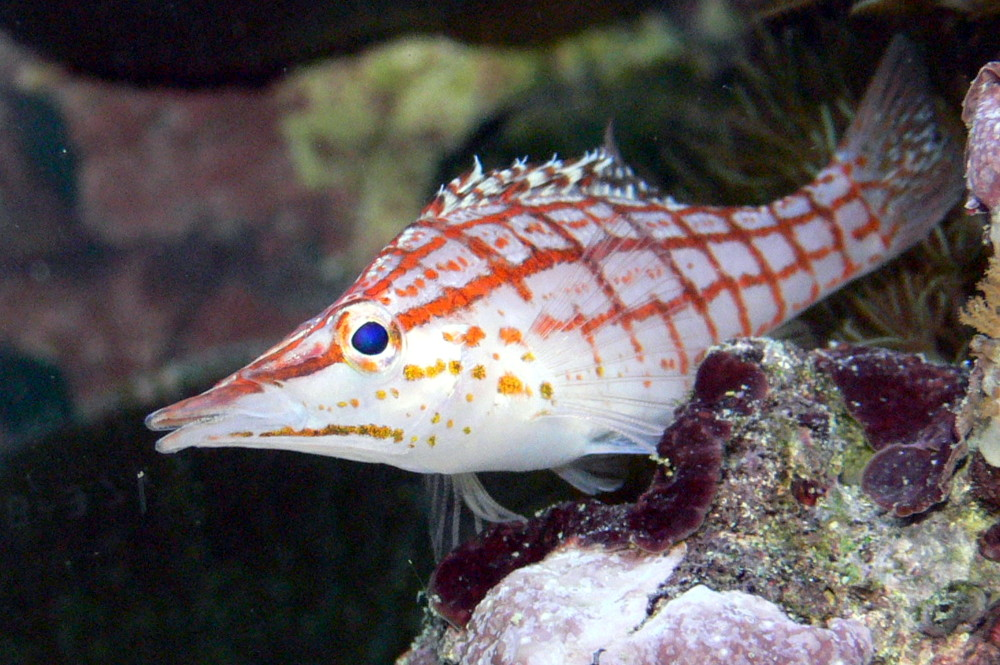
Oxycirrhites typus
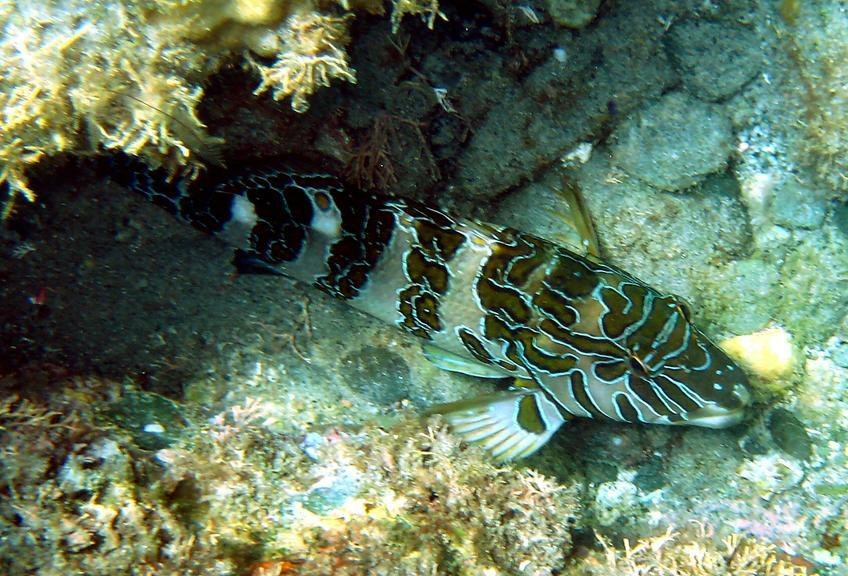
Cirrhitus rivulatus